# Libarna

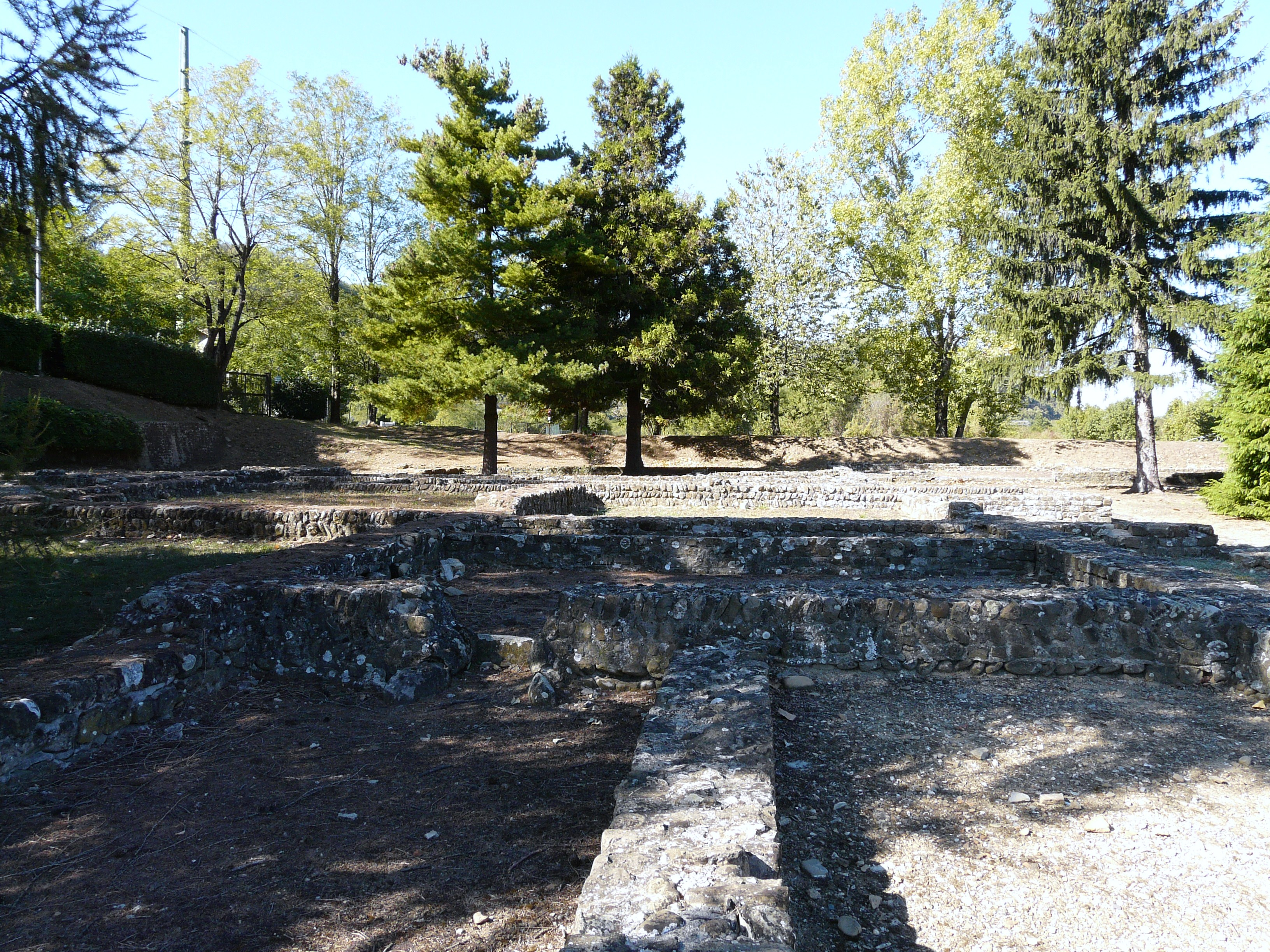
Area archeologica e rinvenimenti della città romana

Libarna era una città romana situata sulla riva sinistra dello Scrivia, sul tratto della via Postumia tra Genua e Dertona, nelle vicinanze dell'odierna frazione Libarna del comune di Serravalle Scrivia, in provincia di Alessandria. L'area degli scavi di proprietà dello Stato Italiano, oltre che sito archeologico è teatro anche di eventi museali, musicali ed artistici. Nel 2015 ha fatto registrare 4 568 visitatori. L'ingresso è gratuito.

## Storia
Il villaggio fondato dai Liguri Dectunini, potrebbe essere uno dei quindici oppida che, secondo Livio, si arresero al console Quinto Minucio Rufo nel 191 a.C. È menzionata per la prima volta nel II secolo a.C. L'apertura della via Postumia nel 148 a.C. ne favorì senza dubbio la crescita, trasformando Libarna in un importante centro economico e sociale. Ottenuto ben presto il riconoscimento giuridico della cittadinanza latina, fu eretta a colonia soltanto più avanti nel I secolo d.C., quando raggiunse il massimo splendore. Da qui la Via Postumia si dirigeva verso il Passo della Bocchetta. Caduta in declino in seguito alle invasioni barbariche, fu definitivamente abbandonata nel 452, quando gli abitanti lasciarono le case ormai insicure, rifugiandosi sulle colline circostanti, aggregandosi alle comunità esistenti o fondandone di nuove, quali Precipiano (oggi Vignole Borbera), Serravalle, Arquata e, Curtis Nova, che corrisponde all'attuale città di Novi Ligure.
Ricordata ancora in alcuni documenti del monastero di Precipiano (Vignole Borbera) e del catasto di Varinella del 1544, se ne perdette ogni memoria, divenendo incerto perfino il luogo della sua ubicazione.
Identificata dal Settecento con varie località del Bobbiese e del Tortonese, solo nel secolo XIX, in corrispondenza dell'affiorare alla luce dei resti, grazie all'opera dell'abate Bottazzi, veniva accertato il suo inquadramento storico-topografico.
Libarna era un capoluogo autonomo di un vasto territorio che confinava a est con Velleia, a sud con Genua, a ovest con Aquae Statiellae e a nord con Derthona. Situata in una zona particolarmente fertile, l'economia agricola era fondata sulla viticoltura, sulle colture arboricole per lo sfruttamento del legno e sull'allevamento del bestiame. Tra le altre attività dell’epoca si annoverano la produzione della ceramica e l'industria laterizia. Grazie alla posizione geografica costituiva inoltre un importante nodo commerciale.
Pur mancando notizie certe sull'esistenza di edifici di culto nella città, dalle iscrizioni votive ritrovate si desume che i cittadini di Libarna erano devoti a Giove, Diana, Ercole. Attestato anche il culto imperiale

## Scavi
La scoperta dell'antica città fu casuale, grazie all'affioramento di reperti, durante i lavori della cosiddetta strada regia (odierna Strada statale 35 dei Giovi) destinata a collegare Genova, da poco entrata nel Regno di Sardegna, con la capitale Torino, a partire dal 1820.
Sono stati riportati alla luce due quartieri in prossimità dell'anfiteatro, di 60x65m di lato, l'anfiteatro e il teatro. I reperti di scavo sono per la maggior parte conservati nel Museo di antichità di Torino, dove figurano tra le opere di maggior pregio, pavimenti musivi, marmi, bronzi e ambre figurate.
La città sorgeva su un terreno pianeggiante, ricco di acque, circondato da colline. Era attraversata in senso longitudinale dalla via Postumia, che ne costituiva il principale asse da nord-ovest a sud-est. Altro asse principale era il decumano che, orientato da sud-ovest a nord-est, conduceva all'anfiteatro. Le strade dividevano la città in tanti spazi di forma tendenzialmente quadrata, ma di dimensioni differenti. Esse erano lastricate, rettilinee con collettori di scarico convogliati verso l'odierno rio della Pieve. La città riceveva acqua tramite un acquedotto, era ricca di sorgenti, pozzi e fontane.
Nel punto di incontro tra le due principali vie, sorgeva il foro, grande piazza lastricata su cui sorgevano portici ed edifici, che finora è stato solo parzialmente esplorato. Le terme erano situate nell'estremo settore nord-est e verso il limite settentrionale sorgeva il teatro.